# József Fogl
József Fogl (hongarès: Fogl József)  (Újpest, 14 d'agost de 1897 - Budapest, 6 de febrer de 1971), també conegut com a József Fogoly, József Újpesti i Fogl III, fou un futbolista hongarès de la dècada de 1920.
Fou 38 cops internacional amb la selecció hongaresa amb la qual participà en els Jocs Olímpics d'Estiu de 1924.
Pel que fa a clubs, defensà els colors de Újpest.
El seu germà Károly Fogl II també fou futbolista.